# 金城町
金城町（かなぎちょう）は、かつて島根県の西部にあった町。那賀郡に属した。
2005年10月1日、浜田市・旭町・三隅町・弥栄村と合併して新市制による浜田市となり、消滅した。

## 地理
島根県西部にあり、広島県との境に位置する。
- 山：大佐山

### 隣接していた市町村
- 島根県
  - 浜田市
  - 江津市
  - 那賀郡 旭町・弥栄村
- 広島県
  - 山県郡 北広島町

## 歴史
- 1956年（昭和31年）8月1日 - 雲城村・今福村・波佐村が合併して金城村が発足。
- 1969年（昭和44年）11月3日 - 金城村が町制施行して金城町となる。
- 2005年（平成17年）10月1日 - 浜田市・旭町・弥栄村・三隅町と合併し、改めて浜田市が発足。同日金城町廃止。

## 教育
- 中学校
  - 金城町立金城中学校
- 小学校
  - 金城町立今福小学校
  - 金城町立雲城小学校
  - 金城町立波佐小学校

## 交通

### 鉄道
町内を鉄道路線は通っていない。鉄道を利用する場合の最寄り駅は、JR西日本山陰本線浜田駅。

### 道路
- 高速道路
  - 浜田自動車道：金城PA/スマートIC
- 一般国道
  - 国道186号

## 出身著名人
- 佐々岡真司（プロ野球選手:広島東洋カープ）